# 昆山足球俱乐部
昆山足球俱乐部是一家位于中国江苏省昆山市的职业足球俱乐部，前身为镇江华萨足球俱乐部，成立于2014年。

## 历史
俱乐部的前身镇江华萨最初是中国巴萨球迷协会主席石秀坤创办的会员制足球俱乐部，俱乐部名称中的“华萨”意为中华巴萨，数百名球迷协会成员组成了俱乐部的创始会员。球队在建立后参加了2015年江苏省业余足球联赛，夺得扬州赛区冠军，晋级总决赛，获得第6名，并在江苏省城市业余足球联赛(八人制)总决赛上获得冠军。2016年，镇江华萨得到镇江文化旅游产业集团投资，再次参加江苏省业余足球联赛，问鼎冠军，并参加了当年的中国足球协会业余联赛，获得第6名，并递补升级至2017年中乙联赛。但进入中乙联赛后，球队运营开支水涨船高，会员投入也难以为继，又产生了“非法集资”争议，赛季末镇江文旅集团停止投资，俱乐部面临破产危机，迫使石秀坤等会员不得不将俱乐部出售。
2018年12月，俱乐部被昆山市政府国有控股的昆山文商旅集团100%收购，同时石秀坤等原有股东、会员全部退出，俱乐部转为股份制企业，更名为“昆山足球俱乐部”，队徽也由原来象征巴萨的红蓝主色调更换为昆山元素团龙图形。失去俱乐部的石秀坤等会员决定重新创立江苏华萨足球俱乐部，专注于青训培养。
尽管迁往昆山的俱乐部在2019年中乙联赛成绩不尽如人意，但俱乐部采取职业化运作方式，打造昆山自身的足球文化，很快得到了当地球迷的认可，也获得了2019年中乙联赛优秀文化建设俱乐部奖项。2020年，俱乐部以中乙第九名的身份递补获得中国足球甲级联赛参赛资格。升入中甲联赛后，俱乐部进一步加大投入，大量新援加入让球队实力迅速提升，提出了升入中超联赛的目标。但2021年中甲联赛，球队因欠缺磨合等原因未能冲击升超名额，在此期间，预备队教练萨尔科被提拔为一线队主教练。2022年，昆山队引入了多名中超球员，卷土重来的球队在该赛季中甲联赛一骑绝尘。2022年11月11日，在中甲第29轮角逐中，昆山FC队以4比1大胜淄博蹴鞠队，从而提前5轮升入中超联赛。在江苏队解散后，中国顶级足球联赛时隔两年再有江苏球队。最终，球队以89分夺得联赛冠军，并创下中甲联赛最高分夺冠纪录，也是中超历史上首个县级俱乐部队。
俱乐部在2021年初完成了混合股权改革，江苏常奥体育发展有限公司变为第一大股东，股改后多元的股权结构一度被当地媒体认为是中甲夺冠的原因之一。但2022赛季中期，俱乐部开始出现预算问题，取得升超名额后，俱乐部内部对股权分配产生了较大分歧，导致股东停止注资，即便俱乐部曾将新赛季预算降至六千万出头也未得到响应，2023赛季前，冠军教练萨尔科前往河南嵩山龙门，队内合同到期的球员也纷纷前往其他球队试训，俱乐部再度面临解散风险。最终，俱乐部主动放弃了申请2023年的职业联赛准入。

## 历任主教练
- 李东（2016年[17]-2017年5月23日）
- 德拉甘·斯坦季奇（代理）（2017年5月23日-8月1日）
- 戈兰·米斯塞维奇（英语：Goran Miscevic）（2017年8月1日-10月5日）
- 李晓（2017年10月5日-2018年3月12日）
- 唐京（2018年3月12日-2018年12月）
- 德拉甘·奥库卡（2018年12月12日-2019年6月）
- 高尧（2019年6月-2021年9月16日）
- 塞尔吉奥·萨尔科·迪亚斯（西班牙语：Sergio Zarco Díaz）（2021年9月16日-2023年3月1日）

## 成绩荣誉
| 赛季 | 联赛 | 联赛 | 联赛 | 联赛 | 联赛 | 联赛 | 联赛 | 联赛   | 联赛    | 联赛 | 足协杯 | 场均观众 | 主场             |
| 赛季 | 等级 | 赛   | 胜   | 平   | 负   | 进球 | 失球 | 净胜球 | 积分    | 位次 | 足协杯 | 场均观众 | 主场             |
| ---- | ---- | ---- | ---- | ---- | ---- | ---- | ---- | ------ | ------- | ---- | ------ | -------- | ---------------- |
| 2022 | 2    | 34   | 28   | 5    | 1    | 80   | 19   | 61     | 89      | 冠军 | 第二轮 |          | 昆山市体育中心   |
| 2021 | 2    | 34   | 13   | 12   | 9    | 56   | 35   | 21     | 51      | 9    | 第四轮 | 0        | 昆山市体育中心   |
| 2020 | 2    | 15   | 7    | 4    | 4    | 14   | 12   | 2      | 25      | 季军 | 第二轮 | 2,166    | 昆山市体育中心   |
| 2019 | 3    | 30   | 17   | 4    | 9    | 45   | 23   | 22     | 551     | 9    | 第一轮 | 5,534    | 昆山市体育中心   |
| 2018 | 3    | 28   | 12   | 7    | 9    | 31   | 33   | −2     | 43      | 13   | 第二轮 | 2,598    | 镇江体育会展中心 |
| 2017 | 3    | 24   | 2    | 5    | 17   | 22   | 50   | −28    | 11      | 21   | 第一轮 | 927      | 镇江体育会展中心 |
| 2016 | 4    | 9    | 3    | 0    | 3    | 11   | 10   | 1      | 不适用  | 6    | 未参加 |          | 镇江体育会展中心 |
| 2016 | 5    |      |      |      |      |      |      |        |         | 冠军 | 未参加 |          |                  |
| 2015 | 5    | 6    | 3    | 0    | 3    | 20   | 11   | 9      | 不适用2 | 6    | 无资格 |          |                  |

- ^1 当赛季中乙联赛预赛阶段积分。
- ^2 仅计算总决赛赛果，当赛季江苏业余联赛总决赛赛制为分组循环加淘汰赛制，不适用积分排名。